# Oryphantes
Oryphantes es un género de arañas araneomorfas de la familia Linyphiidae. Se encuentra en la zona holártica.

## Lista de especies
Según The World Spider Catalog 12.0:
- Oryphantes aliquantulus Dupérré & Paquin, 2007
- Oryphantes angulatus (O. Pickard-Cambridge, 1881)
- Oryphantes bipilis (Kulczynski, 1885)
- Oryphantes cognatus (Tanasevitch, 1992)
- Oryphantes geminus (Tanasevitch, 1982)